# Trichonius affinis
Trichonius affinis är en skalbaggsart som beskrevs av Monné M. L. och Jose R.M. Mermudes 2008. Trichonius affinis ingår i släktet Trichonius och familjen långhorningar. Inga underarter finns listade i Catalogue of Life.